# Мокрий Мерчик
Мокрий Мерчик, Мокрий Мірчик — річка у Люботинській міській громаді Харківського району, Валківській та Богодухівській міських громадах Богодухівського району Харківської області. Один  з  витоків  річки  Мерчик. (притока  Мерла, басейн Дніпра).

## Опис
Довжина 24,5 км, похил річки — 1,43 м/км, коефіцієнт  звивистості  - 1,18. Формується з багатьох безіменних струмків та водойм. Площа басейну 198 км².  Територія  басейну  багата  на  корисні  копалини. Тут  розташована  головна  частина  Юліївського  нафтогазоносного  та  Наріжнянського  газового  родовищ. Залягають  промислові  запаси  формувальних  і  скляних  пісків  (Дацьківське  або  Новомерчицьке  родовище). Частина  пісків  у  басейні  Мокрого  Мерчика (берецька  світа) містять  підвищений  вміст  титану  і  цирконію. Господарське  значення  мають  також  глини  і  лесоподібні  четвертинні  суглинки (їх  епізодичний  видобуток  здійснюється  у  балках  Козача  та  Глибокий  Яр). 

## Розташування
Мокрий Мерчик бере початок  із  заболоченої  ділянки  на  днищі  балки  східніше  селища  Старий Мерчик. Тече переважно на північний захід і в селі Олександрівка, зливаючись  з  річкою Сухий Мерчик, утворює  річку  Мерчик, ліву притоку Мерли. Живлення  змішане. Узимку  замерзає. На  річці  створені  Олександрівське водосховище площею  352  га  і  місткістю  11,4  млн. куб. м  та  три  ставки (у  Старому  Мерчику, Добропіллі  і  Новому  Мерчику)  загальною  площею  177 га.  
Населені пункти вздовж берегової смуги: Добропілля, Новий Мерчик. Використовується  для  товарного  розведення  риби, платного  спортивного  лову. На  Добропільському  ставку  - досить  добре  обладнана  рекреаційна  зона.

## Притоки

### Праві
- Балка Панська - бере початок на північному заході від села Гурине, тече спочатку на південний схід, потім на південь і впадає у Мокрий Мерчик на східній околиці села Старий Мерчик.
- Балка Копустина - починається неподалік села Привокзальне, тече спочатку на південний захід, потім на південний схід і впадає у мокрий Мерчик у селі Старий Мерчик
- Балка Піщана - впадає на північно-західній околиці села Добропілля

### Ліві
- Балка Кидова - починається на південному заході від села Травневе, тече переважно на північний захід через село Золочівське і впадає у Мокрий Мерчик у селі Добропілля.
  - Балка Кам'яна - права притока балки Кидова, впадає між селами Золочівське і Добропілля.
  - Яр Свинарний - ліва притока балки Кидова, бере початок у селі Свинарі, тече на північ, впадає між селами Золочівське і Добропілля.
- Балка Жидівка - бере початок на північному заході від села Пасічне, тече переважно на північ і впадає у Мокрий Мерчик у селі Добропілля.
- Балка Павленкова - впадає на південно-західній околиці села Добропілля
- Балка Полежакова - бере початок у селі Тетющине, тече переважно на північ, впадає у Мокрий Мерчик у східній частині села Новий Мерчик. У ХІХ ст. у пониззі балки існував хутір Полежакова.
  - Балка Тимченкова - права притока балки Полежакова. Бере початок на північному сході від села Тетюшине, тече на північний захід, впадає у балку Полежакова на південно-східній околиці села Новий Мерчик. У ХІХ ст. у пониззі балки існував хутір Тимченків.
- Балка Грузька - бере початок між селами Тетюшине і Війтенки, тече переважно на північ і впадає у річку Мерчик у селі Новий Мерчик. У ХІХ ст. у пониззі балки існував хутір Підгірний.
- Балка Сотникова - бере початок на півночі від села Гринців Ріг, тече переважно на північний захід через село Війтенки і впадає у річку Мерчик у західній частині села Новий Мерчик.
  - Балка Крута - ліва притока балки Сотникова, впадає на північному заході від села Війтенки.
- Балка Глибока - впадає на південно-східній околиці села Олександрівка.
  - Яр Гайдуків - ліва притока балки Глибокої